# رمزگذاری داده‌های شفاف
رمزگذاری داده های شفاف (اغلب به اختصار TDE) یک فناوری است که توسط مایکروسافت، آی بی ام و اوراکل برای رمزگذاری فایل های پایگاه داده استفاده می شود. TDE رمزگذاری را در سطح فایل ارائه می دهد. TDE مشکل محافظت از داده ها در حالت استراحت، رمزگذاری پایگاه داده ها بر روی هارد دیسک و در نتیجه در رسانه های پشتیبان را حل می کند. از داده های در حال انتقال و یا داده های در حال استفاده محافظت نمی کند. شرکت ها معمولاً از TDE برای حل مسائل مربوط به انطباق مانند PCI DSS استفاده می کنند که به حفاظت از داده ها در حالت استراحت نیاز دارد. 
مایکروسافت TDE را به عنوان بخشی از Microsoft SQL Server 2008، 2008 R2، 2012، 2014، 2016، 2017 و 2019 ارائه می دهد. TDE فقط در نسخه‌های Evaluation، Developer، Enterprise و Datacenter Microsoft SQL Server پشتیبانی می‌شد، تا زمانی که در نسخه استاندارد برای سال 2019 نیز در دسترس قرار گرفت. SQL TDE توسط ماژول های امنیتی سخت افزاریThales e-Security، Townsend Security و SafeNet، Inc پشتیبانی می شود.
IBM TDE را به عنوان بخشی از Db2 از نسخه 10.5 fixpack 5 ارائه می دهد. همچنین به طور پیش فرض در نسخه های ابری محصول، Db2 در Cloud و Db2 Warehouse در Cloud پشتیبانی می شود.
Oracle برای فعال کردن TDE به گزینه Oracle Advanced Security برای Oracle 10g و 11g نیاز دارد.[نیازمند منبع] Oracle TDE به الزامات رمزگذاری مرتبط با حریم خصوصی و الزامات امنیتی عمومی و خصوصی مانند PCI و California SB 1386 پرداخته است. رمزگذاری ستونی Oracle Advanced Security TDE معرفی شد. در پایگاه داده Oracle 10g Release 2. رمزگذاری فضای جدولی Oracle Advanced Security TDE و پشتیبانی از ماژول های امنیتی سخت افزاری (HSM) با پایگاه داده Oracle 11gR1 معرفی شد. کلیدهای TDE را می توان در یک HSM ذخیره کرد تا کلیدها را در سراسر سرورها مدیریت کند، کلیدها را با سخت افزار محافظت کند و وظایف را از هم جدا کند.
بدون در نظر گرفتن تعداد ستون هایی که باید رمزگذاری شوند، از همان کلید برای رمزگذاری ستون ها در جدول استفاده می شود. این کلیدهای رمزگذاری با استفاده از کلید اصلی سرور پایگاه داده رمزگذاری می شوند و در یک جدول فرهنگ لغت در پایگاه داده ذخیره می شوند.

## Microsoft SQL Server TDE
SQL Server از سلسله مراتب رمزنگاری استفاده می کند که پایگاه داده ها را قادر می سازد تا در یک کلاستر به اشتراک گذاشته شوند یا بدون رمزگذاری مجدد آنها به نمونه های دیگر منتقل شوند. سلسله مراتب از ترکیبی از رمزهای متقارن و نامتقارن تشکیل شده است : 
- Windows Data Protection API (DPAPI) از کلید اصلی سرویس (SMK) در سراسر نمونه محافظت می کند.
- کلید اصلی سرویس، کلید اصلی پایگاه داده (DMK) را رمزگذاری می کند.
- کلید اصلی پایگاه داده همراه با یک گواهی برای رمزگذاری کلید رمزگذاری پایگاه داده استفاده می شود.
- کلید رمزگذاری پایگاه داده برای رمزگذاری فایل های پایگاه داده با رمز AES یا 3DES استفاده می شود.
- پایگاه داده اصلی که حاوی اطلاعات سطوح مختلف سیستم، حساب های کاربری و خدمات مدیریتی است، رمزگذاری نشده است.

در طول پشتیبان گیری از پایگاه داده، فشرده سازی پس از رمزگذاری رخ می دهد. با توجه به این واقعیت که داده های به شدت رمزگذاری شده را نمی توان به طور قابل توجهی فشرده کرد، پشتیبان گیری از پایگاه های داده رمزگذاری شده TDE به منابع اضافی نیاز دارد.
برای فعال کردن راه‌اندازی خودکار، SQL Server کلیدهای رمزگذاری پایین‌ترین سطح را در فضای ذخیره‌سازی دائمی (با استفاده از فروشگاه DPAPI) ذخیره می‌کند. این یک مشکل امنیتی بالقوه را نشان می دهد زیرا کلیدهای ذخیره شده را می توان مستقیماً از یک سیستم زنده یا از نسخه های پشتیبان بازیابی کرد و برای رمزگشایی پایگاه های داده استفاده کرد.